# Methanothermobacter
En taxonomía, Methanothermobacter es un género de arqueas metanógenas de Methanobacteriaceae. Las especies de este género son termófilas y crece bien a temperaturas de 55 °C hasta 65 °C. Usan dióxido de carbono y hidrógeno como sustratos y produce metano para energía.

## Otras lecturas

### Revistas científicas
- Seifert, A.H.; Rittmann, S.; Herwig, C (20 de julio de 2014). «Analysis of process related factors to increase volumetric productivity and quality of biomethane with Methanothermobacter marburgensis». Applied Energy 132: 155-162. doi:10.1016/j.apenergy.2014.07.002.
- Wasserfallen A; Nolling J; Pfister P; Reeve J et al. (2000). «Phylogenetic analysis of 18 thermophilic Methanobacterium isolates supports the proposals to create a new genus, Methanothermobacter gen. nov., and to reclassify several isolates in three species, Methanothermobacter thermautotrophicus comb. nov., Methanothermobacter wolfeii comb. nov. and Methanothermobacter marburgensis sp. nov». Int. J. Syst. Evol. Microbiol. 50: 43-53. PMID 10826786. doi:10.1099/00207713-50-1-43.

### Libros científicos
- Boone DR; Whitman WB; Rouviere P (1994). «Diversity and taxonomy of methanogens».  En JG Ferry, ed. Methanogenesis: Ecology, Physiology, Biochemistry & Genetics. New York: Chapman & Hall. pp. 35-80. ISBN 978-0-412-03531-9.

### Bases de datos científicos
- PubMed
- PubMed Central
- Google Scholar